# Frédéric de Haenen
Frédéric de Haenen né en 1853 à Utrecht et mort le 1er juin 1929 à l'Île-de-Bréhat est un peintre et illustrateur néerlandais naturalisé français.

## Biographie
Frédéric de Haenen mena une vie d'aventurier et entreprit de nombreux voyages qui le conduisirent notamment en Afrique centrale et en Russie. Pendant plus de trente ans, il contribua à Paris au magazine L'Illustration (1888-1923). En 1886, il participe à l'Exposition internationale de blanc et noir et obtient une médaille de bronze dans la première section Dessins.
Entre 1900 à 1918, il déménagea en Angleterre et devint correspondant africain du magazine The Graphic (1900-1910) et travailla aussi pour The Illustrated London News.
Après la Première Guerre mondiale, il retourna en France et s'installa sur l' île bretonne de Bréhat, où il fit construire un petit château fantaisiste dénommé Krec'h Gwen (« Terre blanche » en français). Il a peint là jusqu'à sa mort de nombreuses scènes de la vie familière, donnant aussi des images des pêcheurs ou de Pardons. Il a été enterré dans le cimetière local.

## Œuvres

Œuvres de Frédéric de Haenen
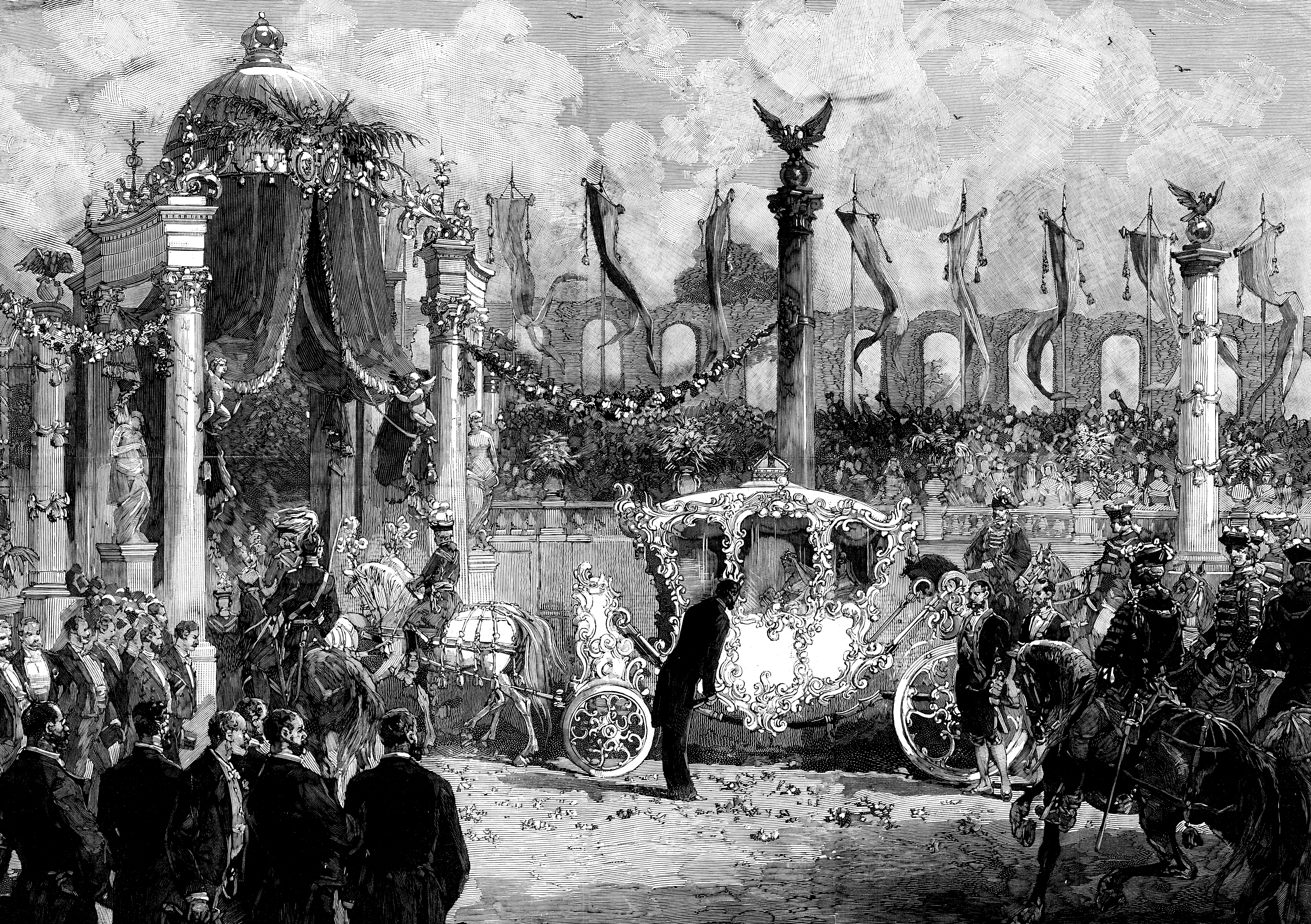
Accueil de la princesse Stéphanie de Belgique par le bourgmestre lors de son mariage avec l'archiduc Rodolphe d'Autriche le 10 mai 1881
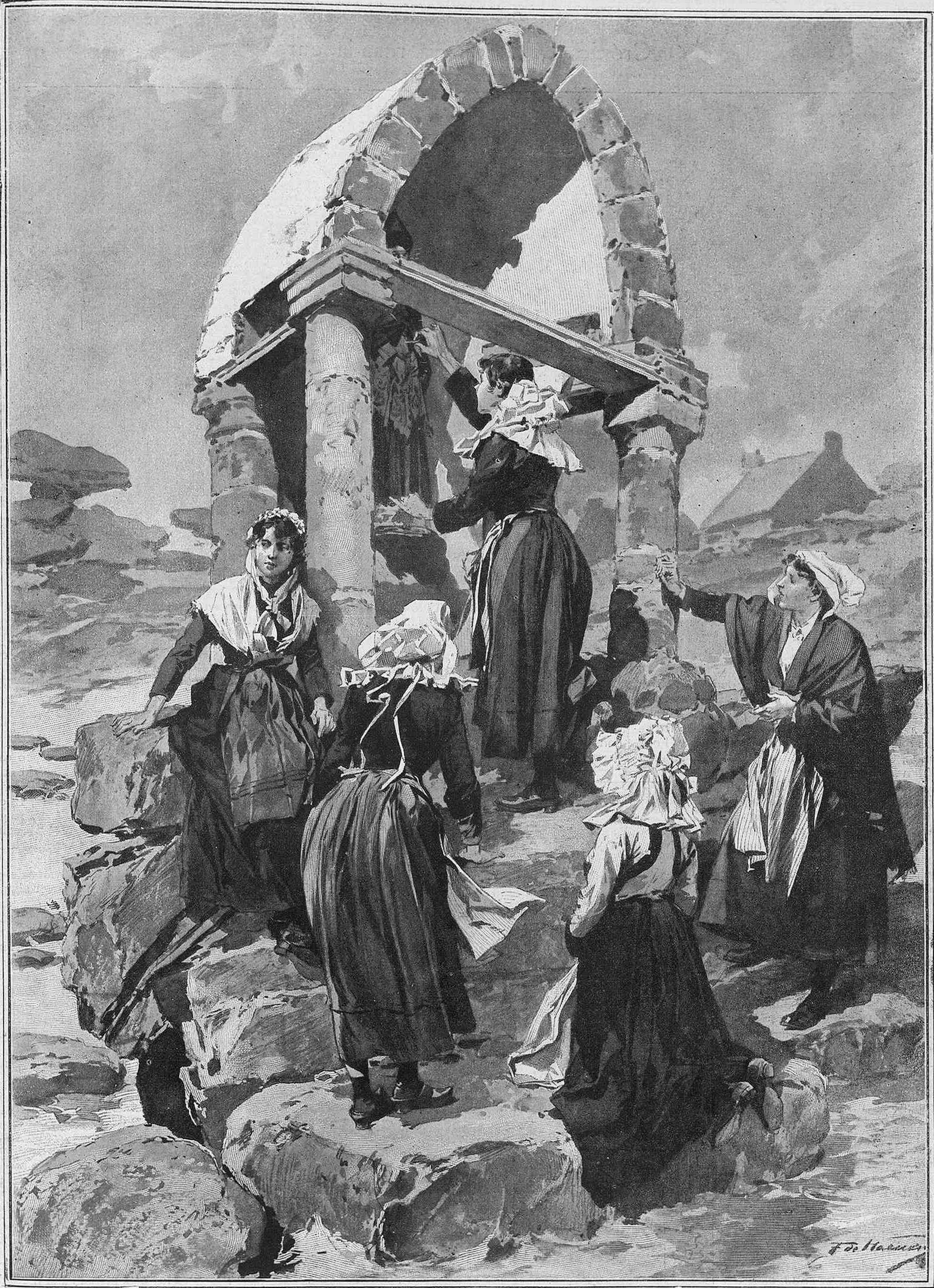
Jeunes femmes devant l'oratoire de Saint-Guirec [Ploumanac'h] (1905)
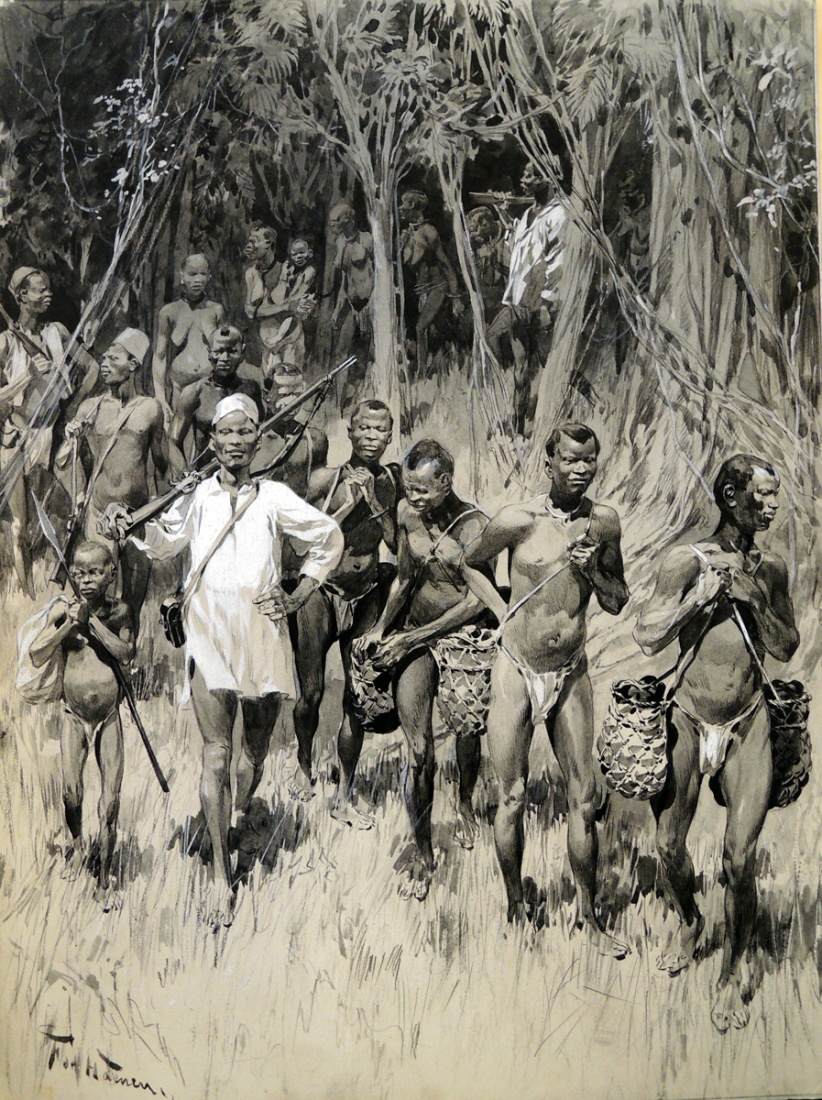
Comment l'homme blanc faisait le commerce du caoutchouc (1906)
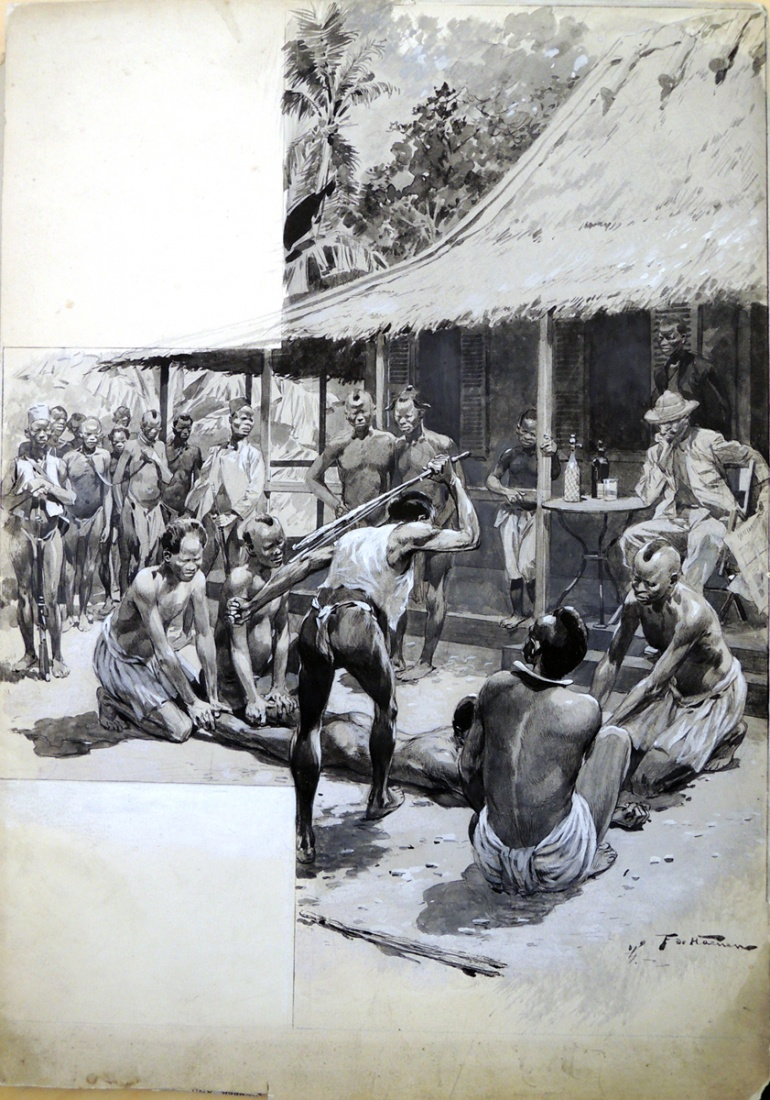
Comment l'homme blanc commerce au Congo (1906)
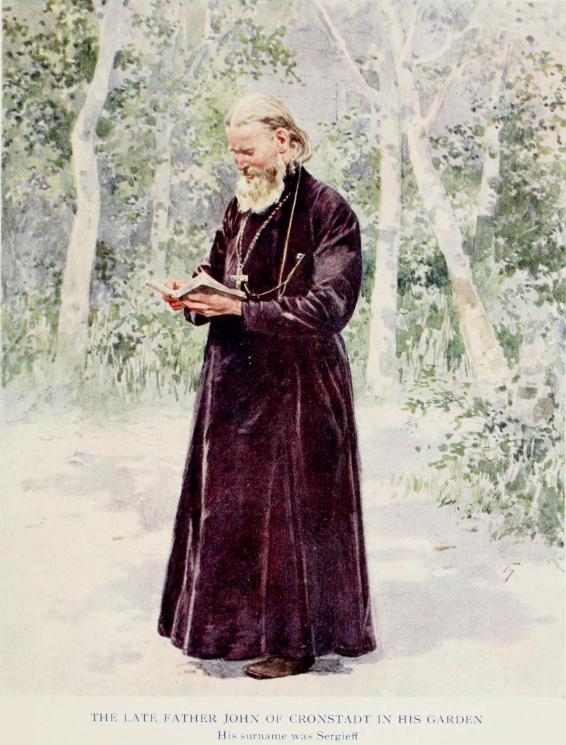
Le Père John of Cronstadt dans son jardin (1912)
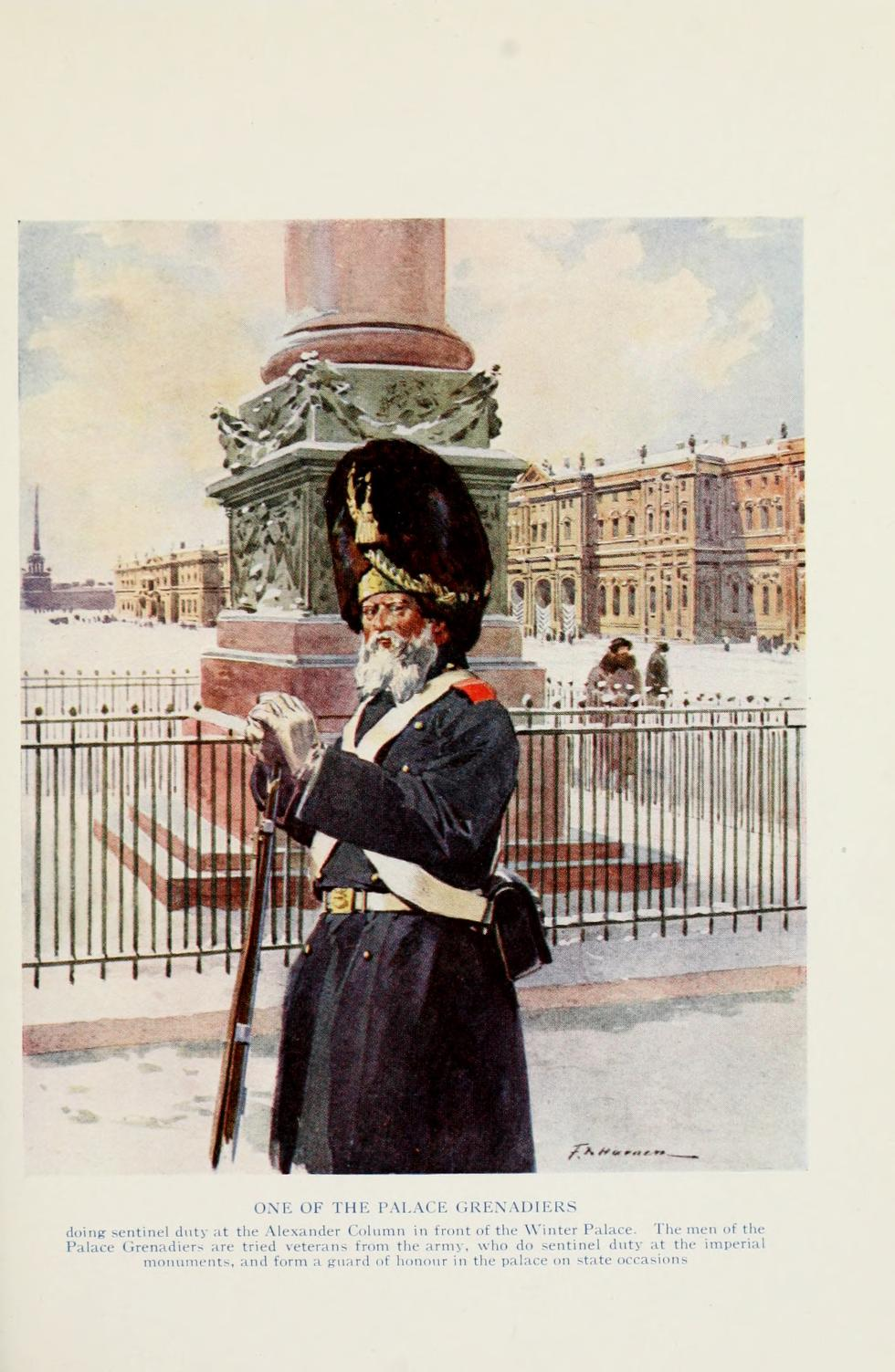
Un grenadier devant le Palais d'hiver [Saint-Pétersbourg] (1913)
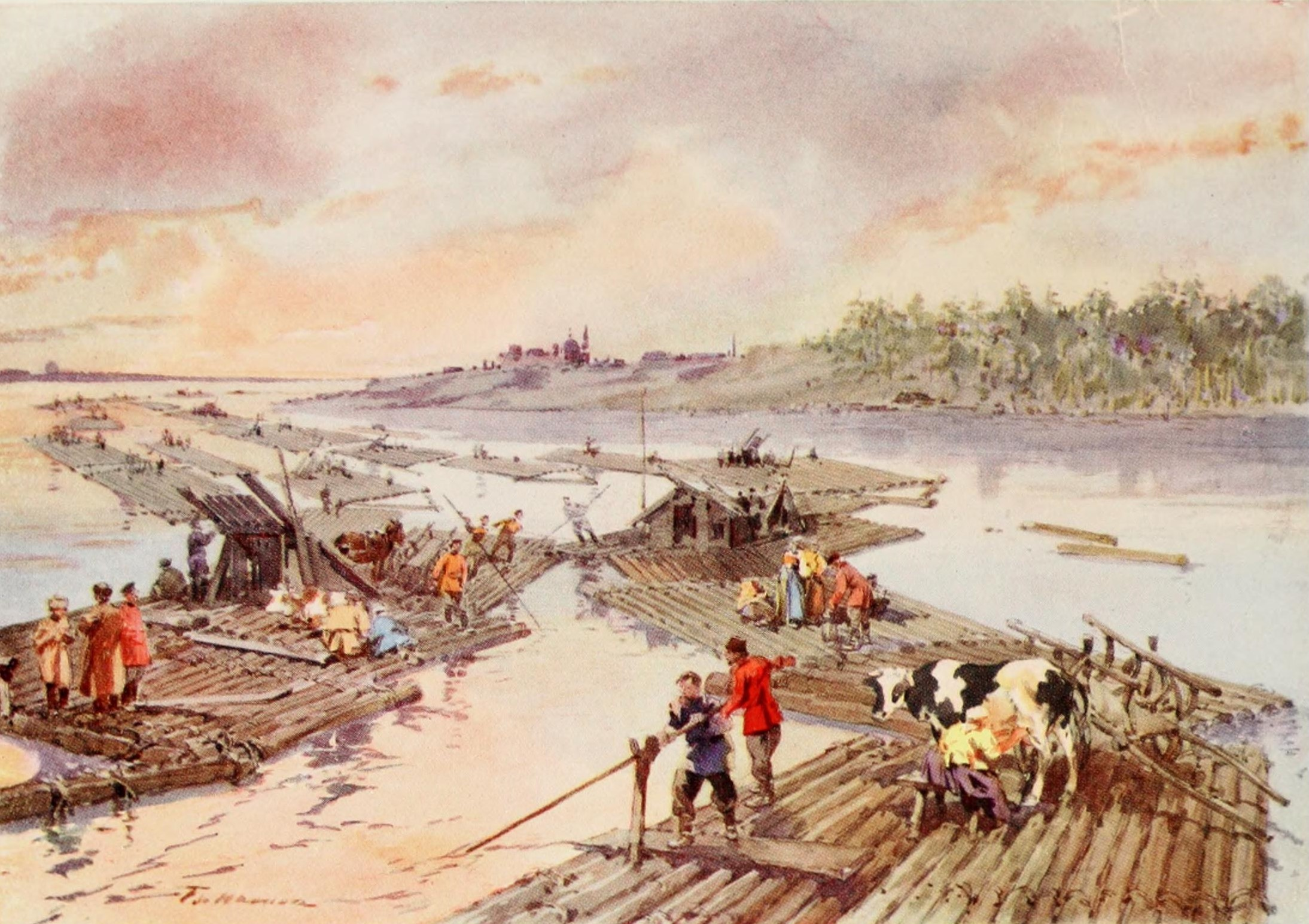
Radeaux sur la Volga (1913)
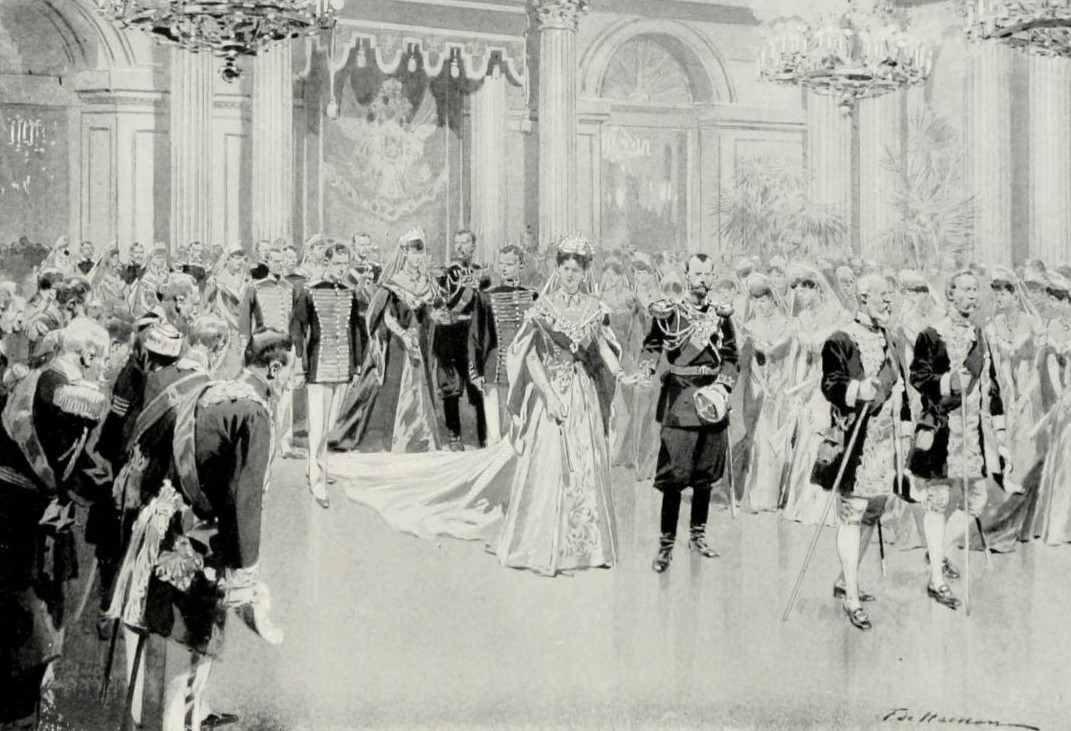
Le tsar ouvrant le bal (1913)
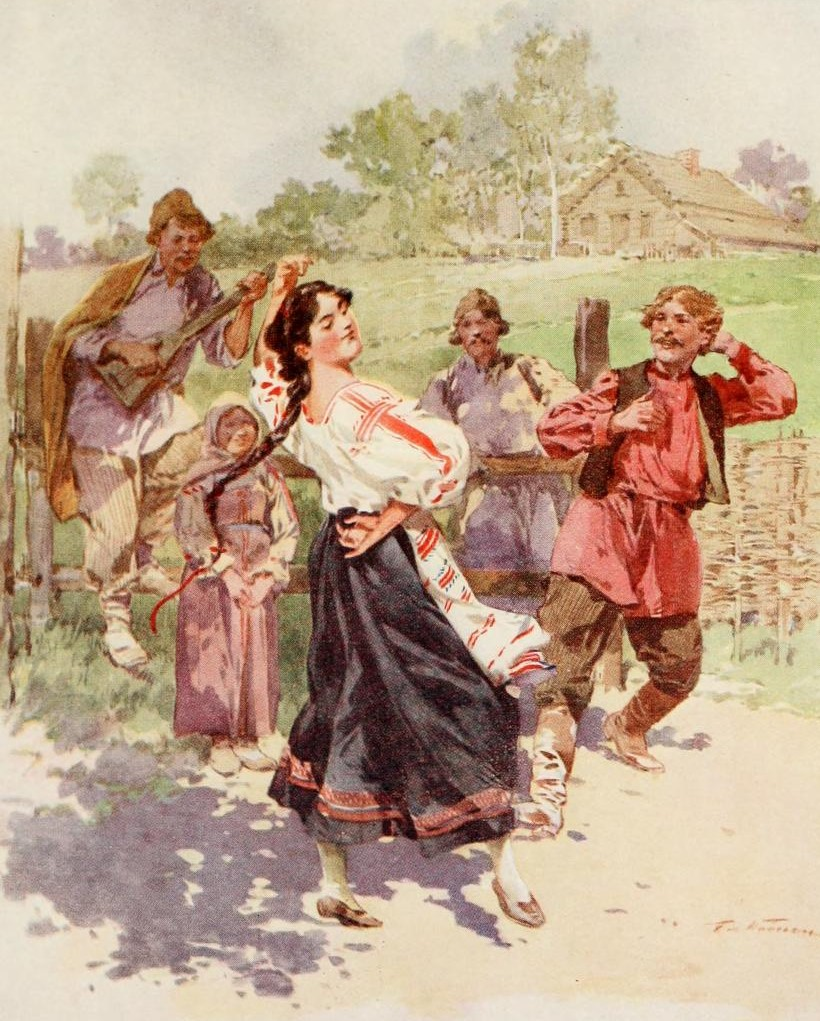
Une danse en Petite Russie [Ukraine] (1913)
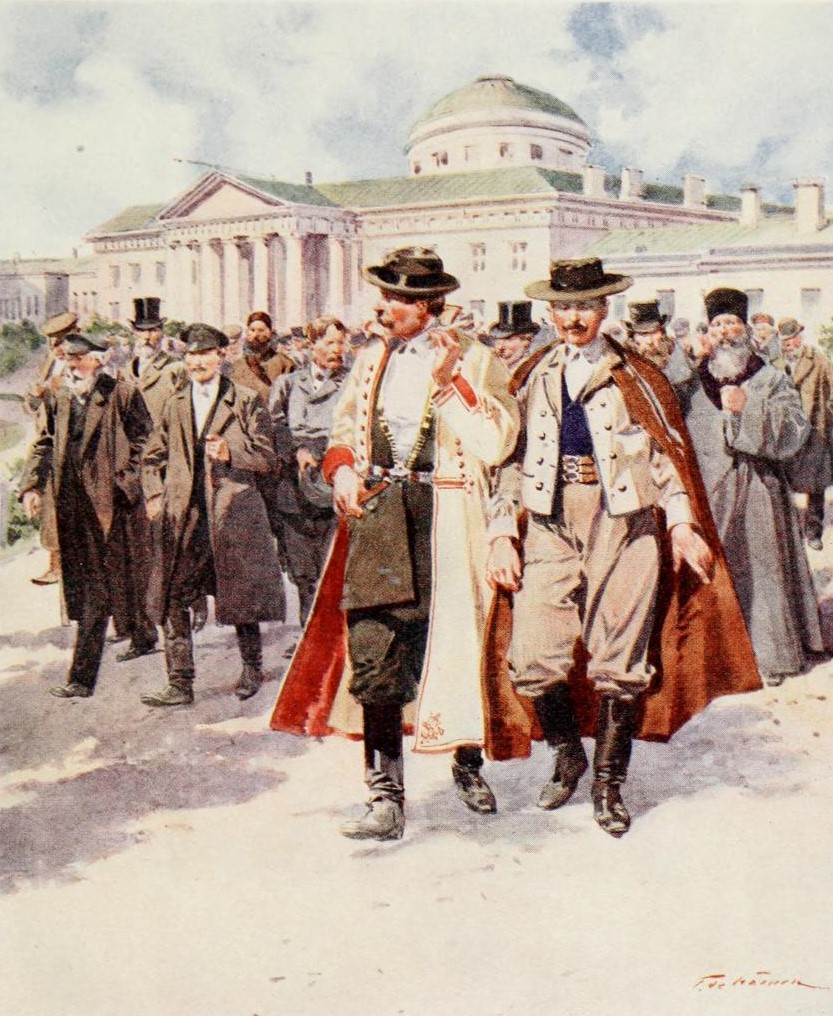
Députés quittant la Douma (1913)
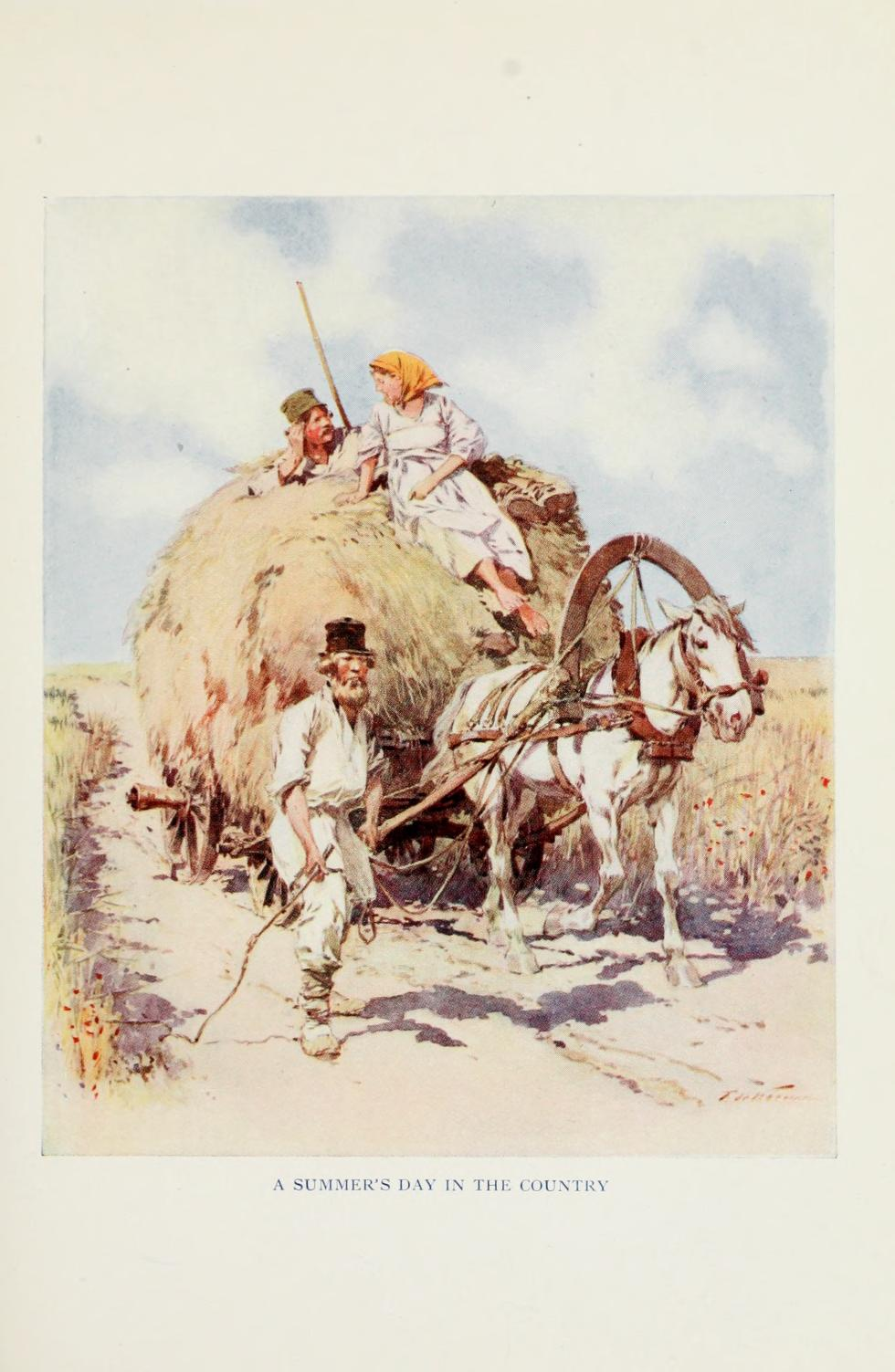
Jour d'été dans la campagne (1913)
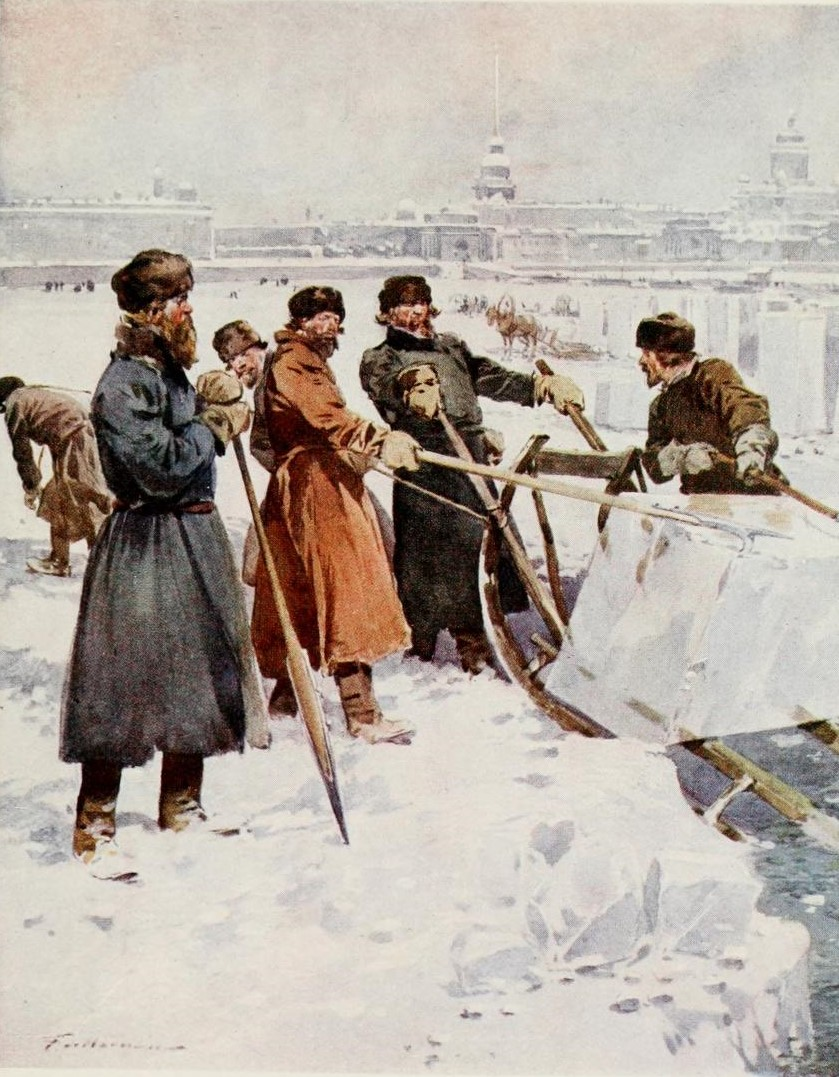
Extraction d'un bloc de glace de la Néva (1913)
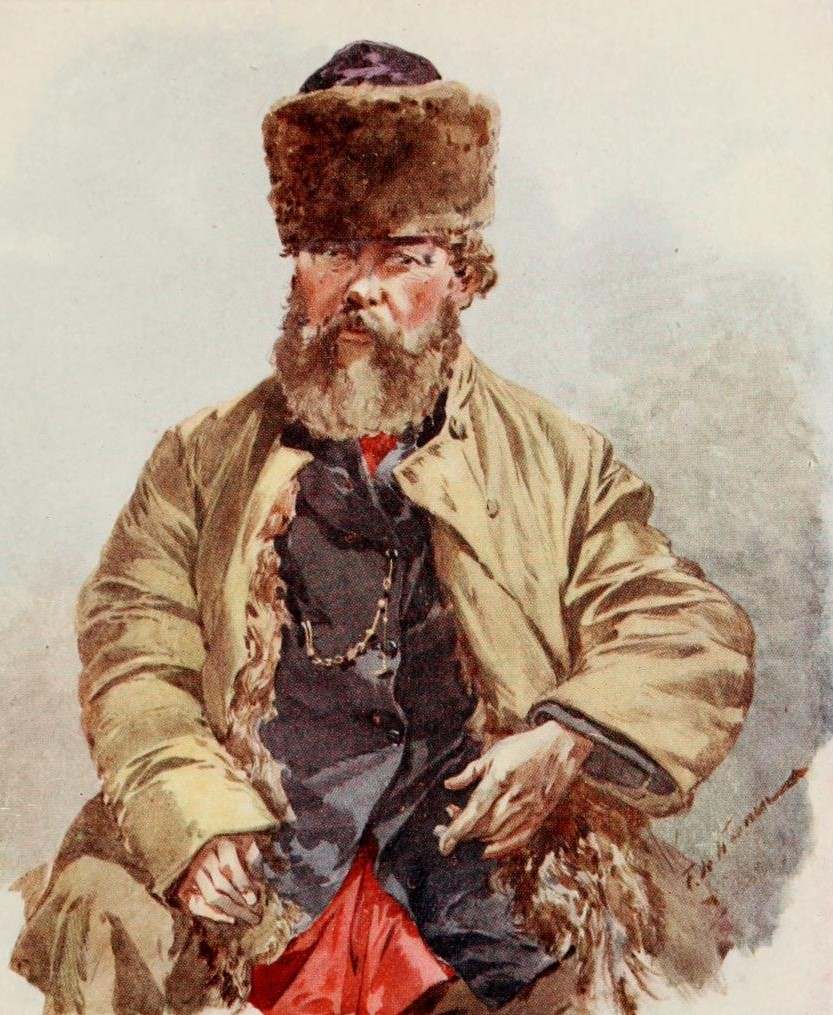
Un maire de campagne dans le district de Toula (1913)
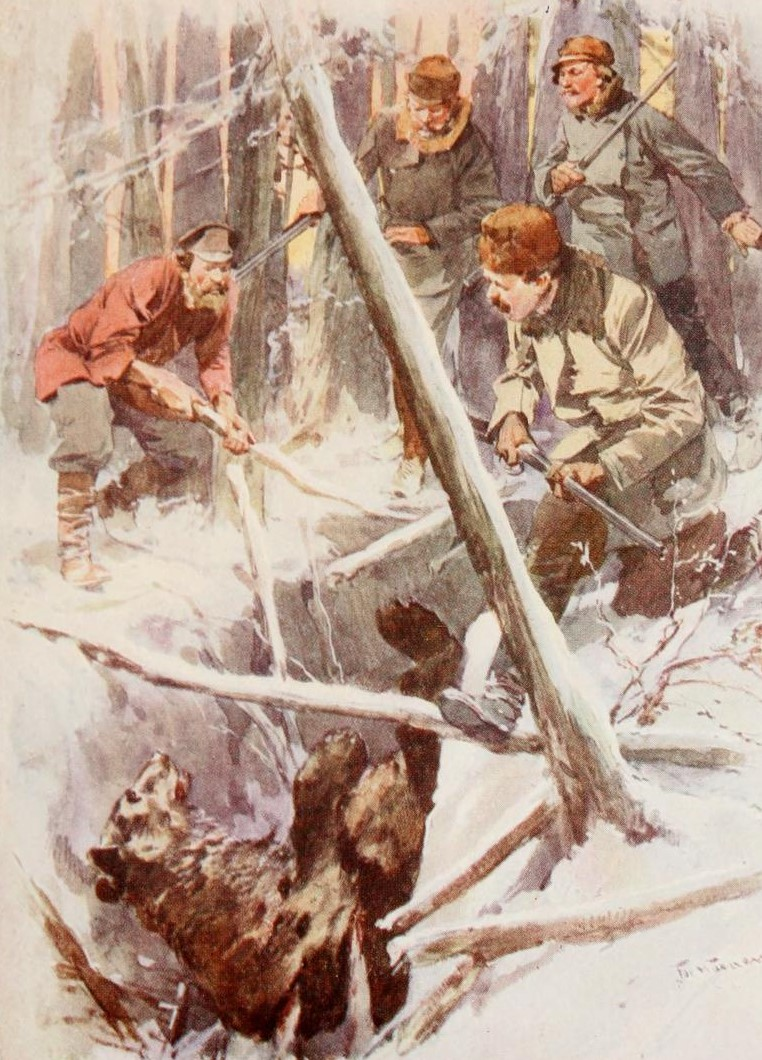
Fosse à ours (1913)
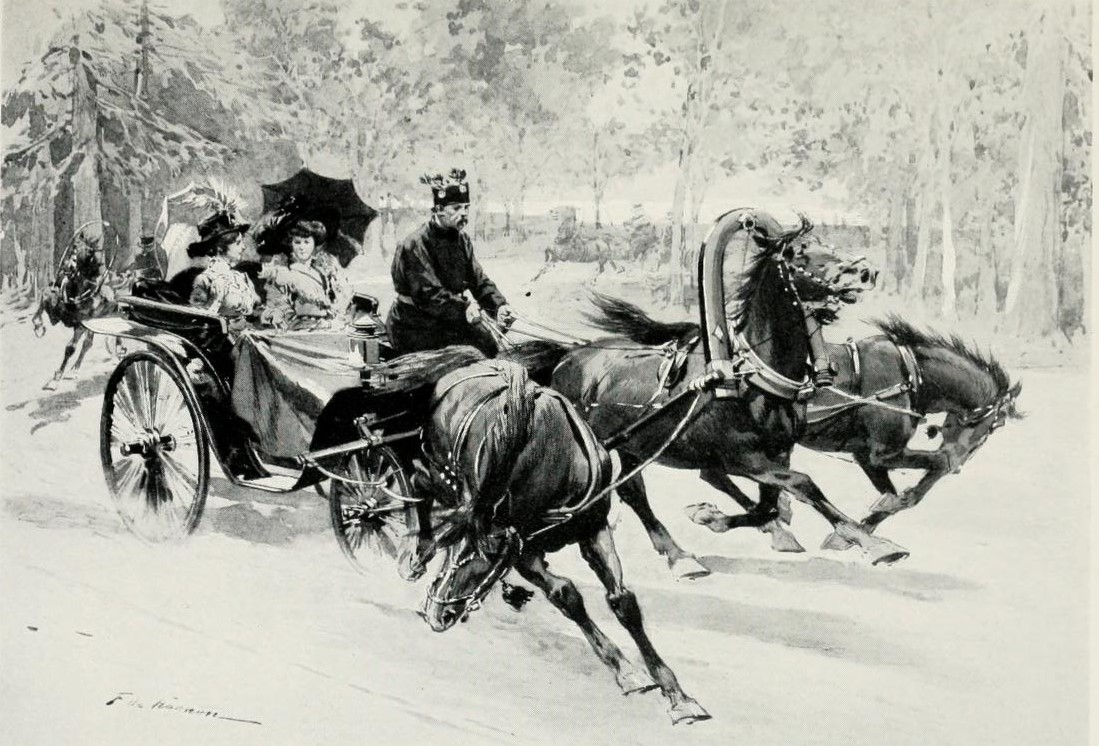
Une troika (1913)
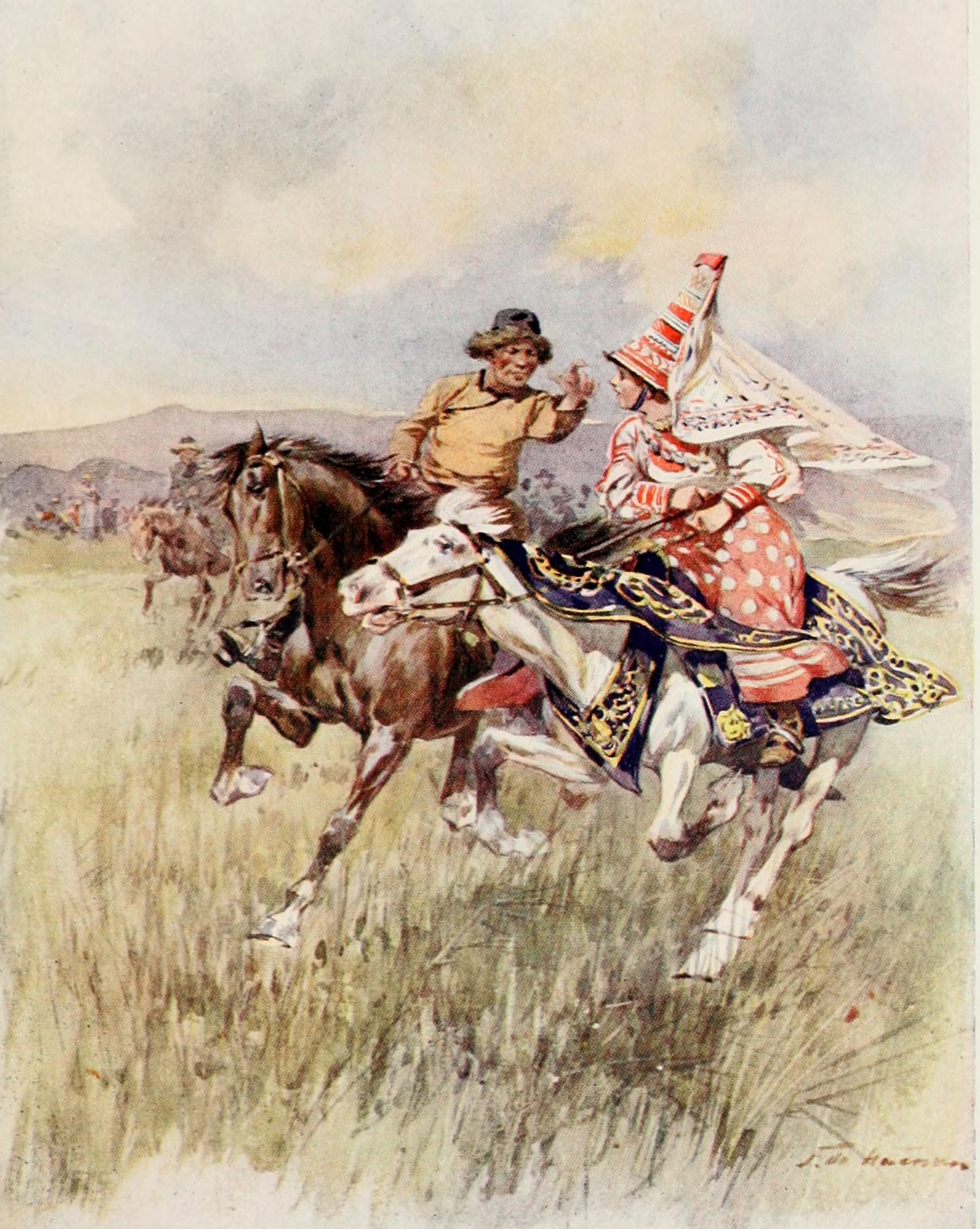
Une séduction kirghize (1913)
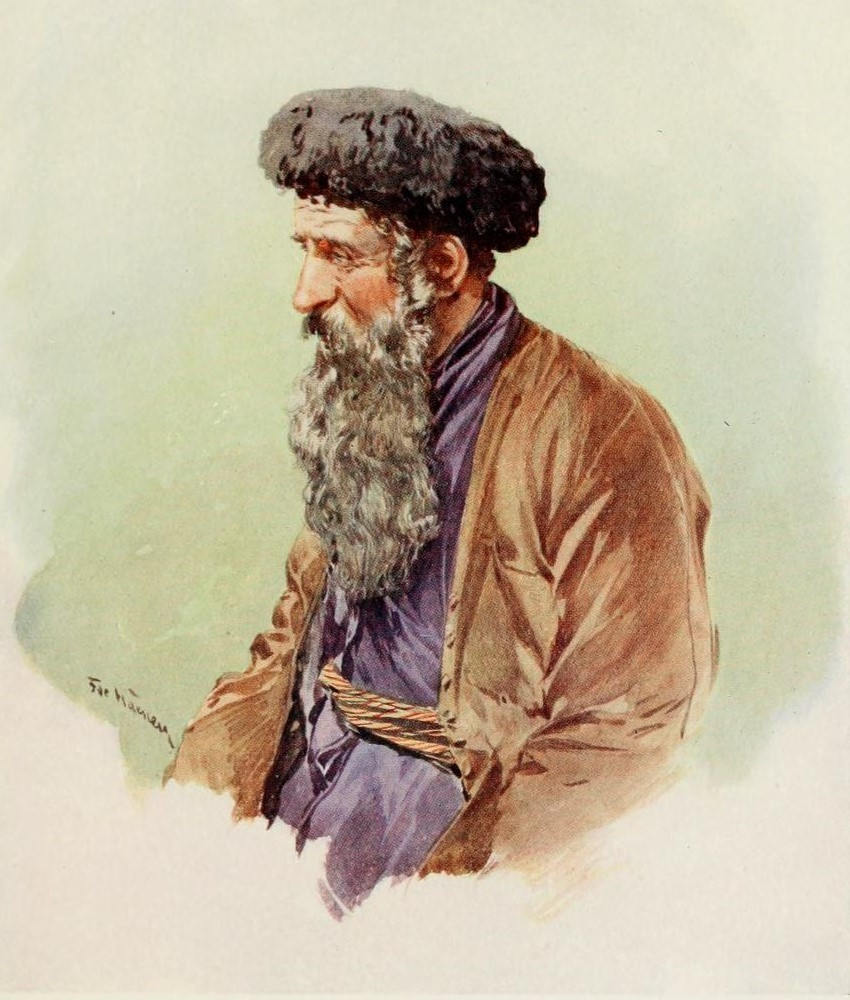
Un juif polonais (vers 1913)
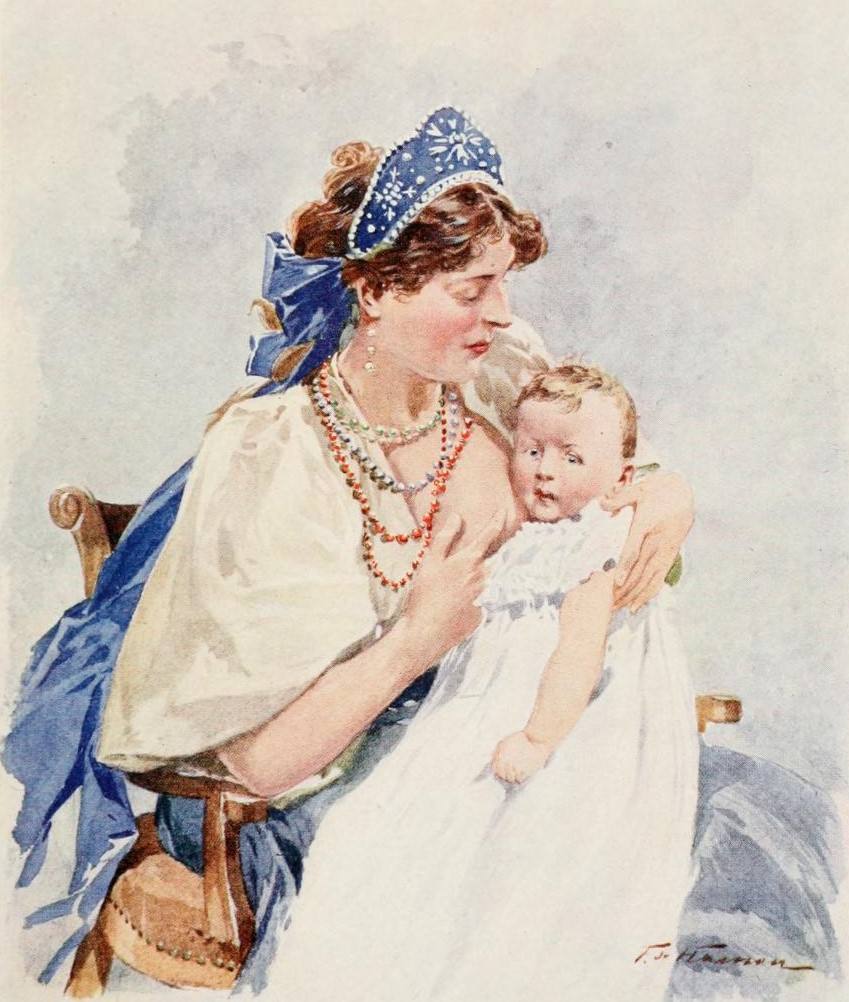
Une nourrice russe (1913)
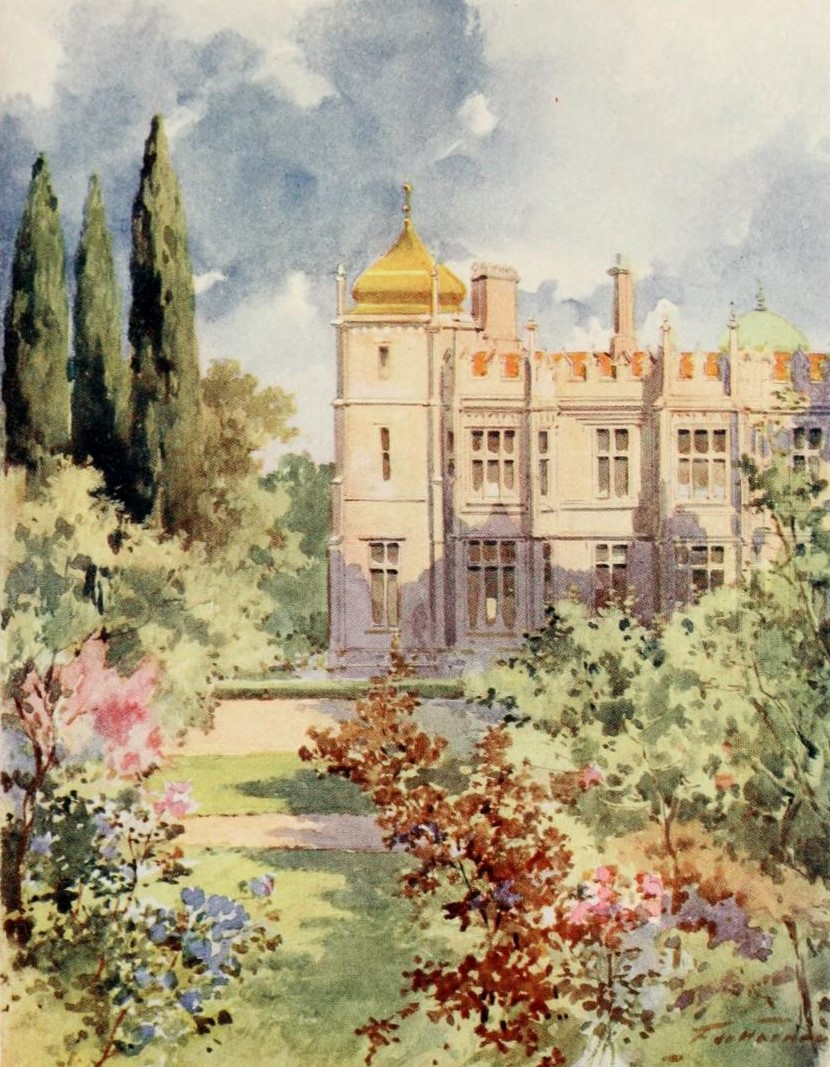
Le Palais royal, Livadia (Crimée) (1913)
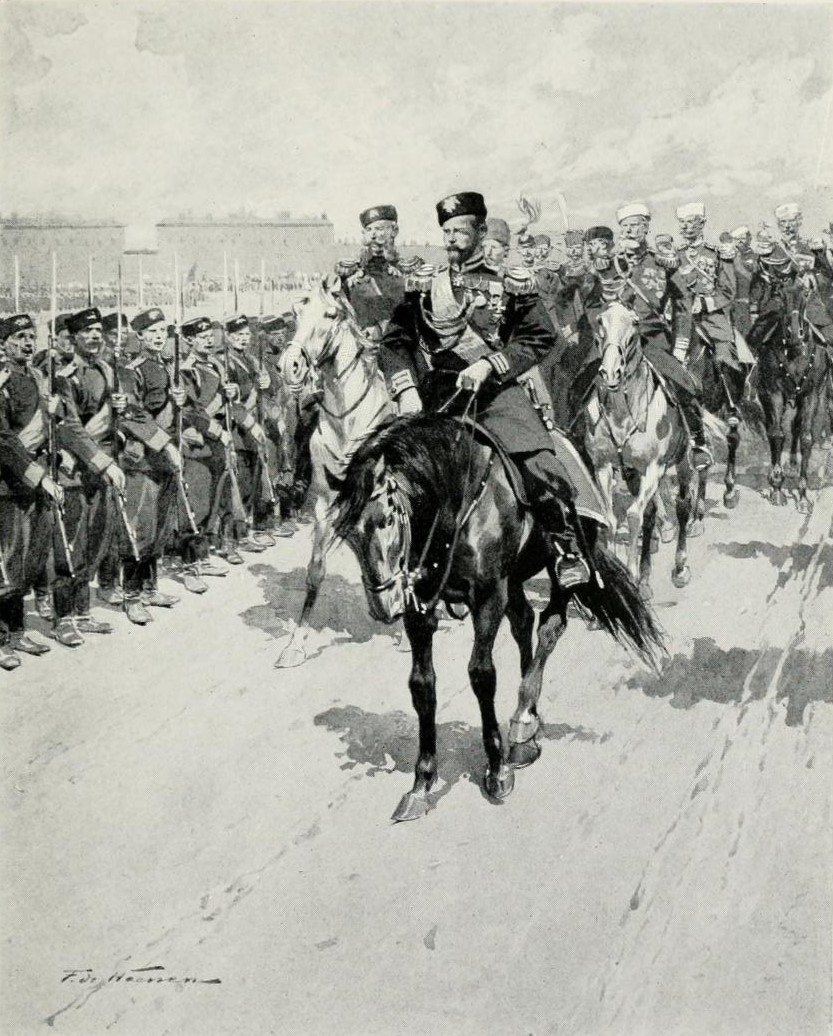
Le tsar Nicolas II passant les troupes en revue (1913)
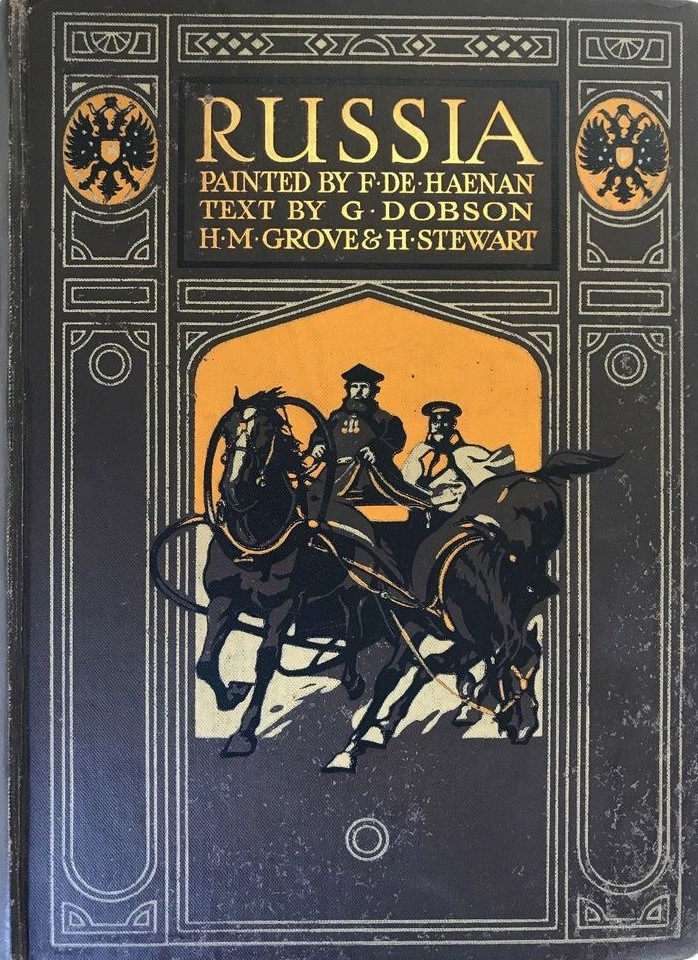
Russia (1913)